# Holger Balodis und Dagmar Hühne

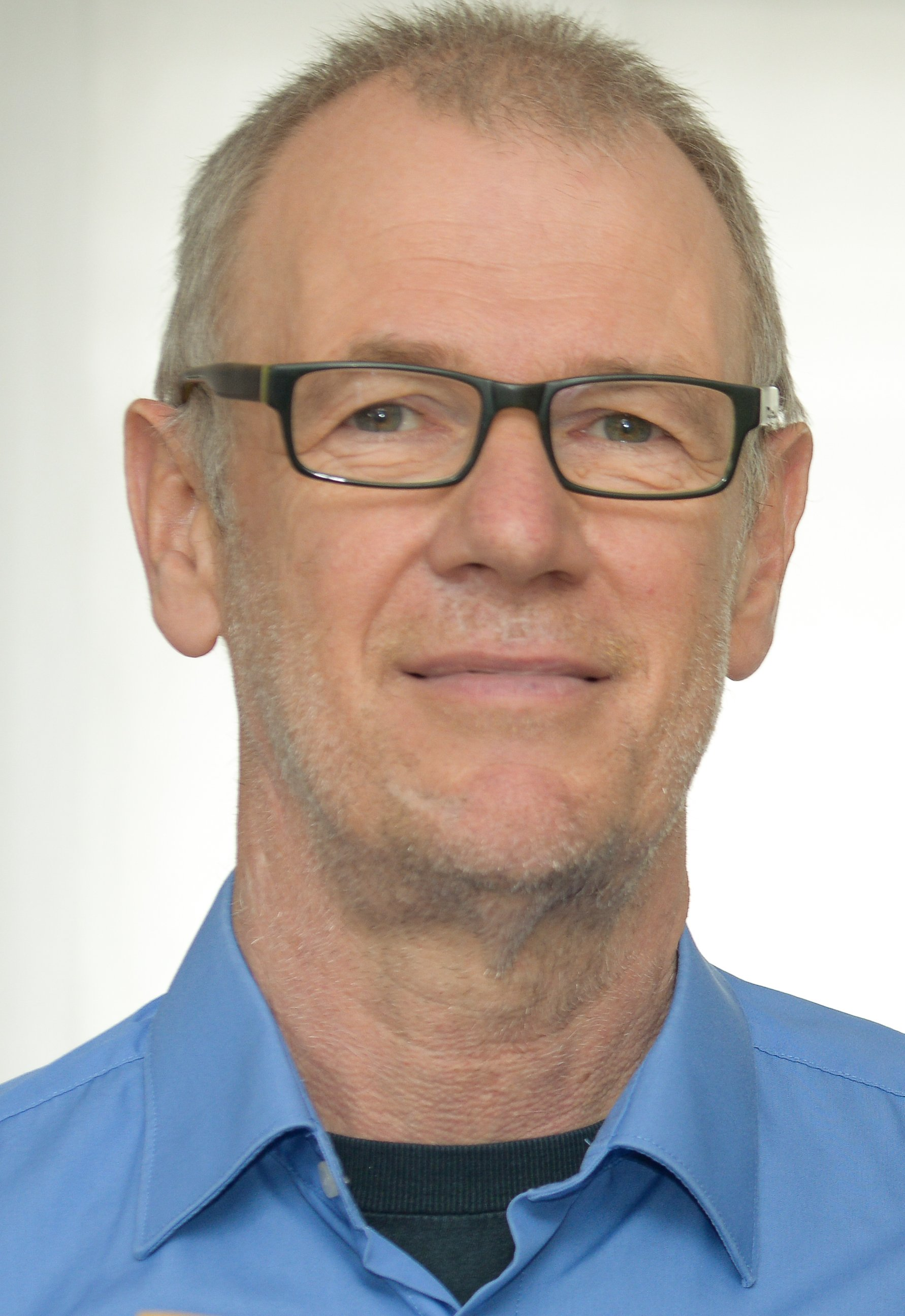
Holger Balodis (2020)

Holger Balodis (* 9. Februar 1960 in Bad Nauheim) und seine Frau Dagmar Hühne (* 6. Februar 1960 in Bückeburg) sind Journalisten und Autoren, die gemeinsam sozialpolitische Themen wie Rente und Gesundheit, Altersvorsorge, Versicherungen und Finanzen behandeln.

## Leben
Balodis hat an der Universität zu Köln Wirtschaft studiert und 1986 als Volkswirt sozialwissenschaftlicher Richtung abgeschlossen. Daneben absolvierte er eine Ausbildung  an der Kölner Journalistenschule. Dagmar Hühne studierte Soziale Arbeit.
Bereits während des Studiums begann Balodis 1984 als freier Autor für den zunächst fürs Radio („Quintessenz“, „Thema heute“) des Westdeutschen Rundfunks (WDR) zu arbeiten. Später lag sein Schwerpunkt bei den Fernseh-Redaktionen Plusminus, markt, Monitor und ARD-Ratgeber Recht. Daneben veröffentlichte er u. a. in Die Zeit, Wirtschaftswoche und Rheinischer Merkur. Hinzu kam auch eine regelmäßige Mitarbeit für Wirtschaftsredaktionen des damaligen Südwestrundfunks und des Mitteldeutschen Rundfunks. Mit der Jahrtausendwende lag sein Fokus auf Ratgeberliteratur für die Verbraucherzentralen und Stiftung Warentest. Der erfolgreichste Titel: „Berufsunfähigkeit – gezielt absichern“ erschien in fünf Auflagen zwischen 2003 und 2013.
Gemeinsam  arbeiteten beide seit den 1990er Jahren für die ARD-Magazine und veröffentlichten seit 2003 zahlreiche Ratgeber für Verbraucherzentralen und Finanztest zum Themenbereich  der privaten Lebens- und Rentenversicherungen.
Balodis und Hühne setzen sich für die Rückkehr zu einer lebenstandardsichernden gesetzlichen Rente ein. In ihrem Buch „Rente rauf! So kann es klappen“ entwickelten sie dazu ein 8-Punkte-Programm. Statt die Finanzwirtschaft durch Förderung von Privatversicherungen zu subventionieren, sollte sich der Staat nach Ansicht der beiden bei der Alterssicherung auf die gesetzliche Rente als deren Kern konzentrieren. Diese sei sicher, krisenfest und preiswert und könne durch ein Bürgerversicherungsmodell auch deutlich höher ausfallen.
Die beiden leben in Köln.

## Veröffentlichungen
- Holger Balodis, Dagmar Hühne: Es gibt keine Altersarmut in Deutschland – Mythen und Fakten zur Rentenpolitik, Luxemburg Argumente Nr. 18, Oktober 2020, ISSN 2193-5831
- Holger Balodis: Das deutsche Rentensystem steht im internationalen Vergleich noch relativ gut da- ist das wirklich so?, Studie 2020
- Holger Balodis, Dagmar Hühne: Rente rauf! – So kann es klappen, DVS Sabine Krüger, Frankfurt am Main 2020, ISBN 978-3-932246-98-2, 2. Aufl.
- Holger Balodis: Legaler Betrug – Wie deutsche Lebensversicherer ihre Kunden hintergehen Studie im Auftrag des Online-Magazins Rubikon, 2018

- Holger Balodis, Dagmar Hühne: Die große Rentenlüge. Warum eine gute und bezahlbare Alterssicherung für alle möglich ist. Westend Verlag, Frankfurt am Main 2017, ISBN 978-3-86489-177-9.
- Verbraucherzentrale NRW (Hrsg.): Berufsunfähigkeit gezielt absichern., Düsseldorf 2016, ISBN 978-3-86336-069-6.
- Holger Balodis, Dagmar Hühne: Garantiert beschissen! Der ganz legale Betrug mit den Lebensversicherungen. Westend Verlag, Frankfurt am Main 2015, ISBN 978-3-86489-094-9.
- Holger Balodis, Dagmar Hühne: Privatrenten als (un)geeignetes Instrument der Altersvorsorge?, in: Vierteljahreshefte zur Wirtschaftsforschung, 03/2014, Deutsches Institut für Wirtschaftsforschung, Berlin
- Deutsches Institut für Wirtschaftsforschung (Hrsg.): Unsere Alterssicherungspolitik. Private und betriebliche Altersvorsorge: Ist die Rentenlücke ohne grundlegende Reformen zu schließen? Vierteljahrshefte zur Wirtschaftsforschung. Heft 3, 83. Jahrgang (2014). Duncker & Humblot, Berlin 2014, S. 41–56, ISBN 978-3-428-14530-0 Online-Version EconStor.
- Holger Balodis, Dagmar Hühne: Die Vorsorgelüge. Ullstein Verlag, Berlin 2013, ISBN 978-3-548-37517-5.
- Verbraucherzentrale NRW (Hrsg.): Berufsunfähigkeit gezielt absichern. Der Weg zum besten Vertrag., Düsseldorf 2013, ISBN 978-3-86336-017-7.
- Holger Balodis, Dagmar Hühne: Die Vorsorgelüge: Wie Politik und private Rentenversicherung uns in die Altersarmut treiben. Econ, München 2012, ISBN 978-3-430-20142-1.
- Verbraucherzentrale NRW (Hrsg.): Privatrenten und Lebensversicherungen. So profitieren Sie richtig!, Düsseldorf 2010, ISBN 978-3-86336-017-7.
- Verbraucherzentrale NRW (Hrsg.): Kündigung von Versicherungsverträgen., Düsseldorf 2008, ISBN 978-3-940580-16-0.
- Stiftung Warentest/Verbraucherzentrale NRW (Hrsg.): Richtig gut versichert., 2005, ISBN 3-937880-03-8.